# قرار مجلس الأمن التابع للأمم المتحدة رقم 742
أوصى قرار مجلس الأمن التابع للأمم المتحدة رقم 742، الذي اعتمد بدون تصويت في 14 فبراير 1992، بعد النظر في طلب جمهورية أذربيجان الانضمام إلى عضوية الأمم المتحدة، الجمعية العامة بقبول أذربيجان.